# Dragobužde
Dragobužde (cyr. Драгобужде) – wieś w Serbii, w okręgu pczyńskim, w mieście Vranje. W 2011 roku liczyła 40 mieszkańców.